# Туманы (приток Шиды)
Туманы — река в Ишимбайском районе Башкортостана, приток Шиды. Образуется слиянием двух малых временных водотоков на отметке > 470, 9 м над уровнем моря.
Протекает в гористой местности. В истоке есть летник, брод, проходит дорога местного значения. В среднем течении впадает Тандаир, далее протекает мимо урочища Туманы. При впадении есть брод, пасека.
Другой приток — Касыпутырган.